# Hōei Nojiri
Hōei Nojiri (野尻 抱影, Nojiri Hōei, 15 novembre 1885 - 30 octobre 1977) est un astronome et essayiste japonais.
En 1930, il forge le mot japonais Meiōsei (冥王星) pour désigner Pluton, la planète naine nouvellement découverte. Ce nom a ensuite été repris dans les langues chinoises (冥王星, prononcé Míngwángxīng en mandarin) et en coréen (명왕성, Myeong-wangseong).
Son nom a été donné à l'astéroïde (3008) Nojiri (de la ceinture d'astéroïdes).
- Notices d'autorité :   - VIAF
  - ISNI
  - LCCN
  - Japon
  - CiNii
  - WorldCat

## Source de la traduction
- (en) Cet article est partiellement ou en totalité issu de l’article de Wikipédia en anglais intitulé « Hōei Nojiri » (voir la liste des auteurs).